# Cellesi (famiglia)
La famiglia Cellesi è un'antica e nobile famiglia pistoiese, originaria di Celle, una località di montagna nei pressi di Pistoia. La famiglia godeva la prerogativa di accompagnare alla cattedrale i nuovi vescovi di Pistoia nel giorno in cui prendevano possesso della sede.

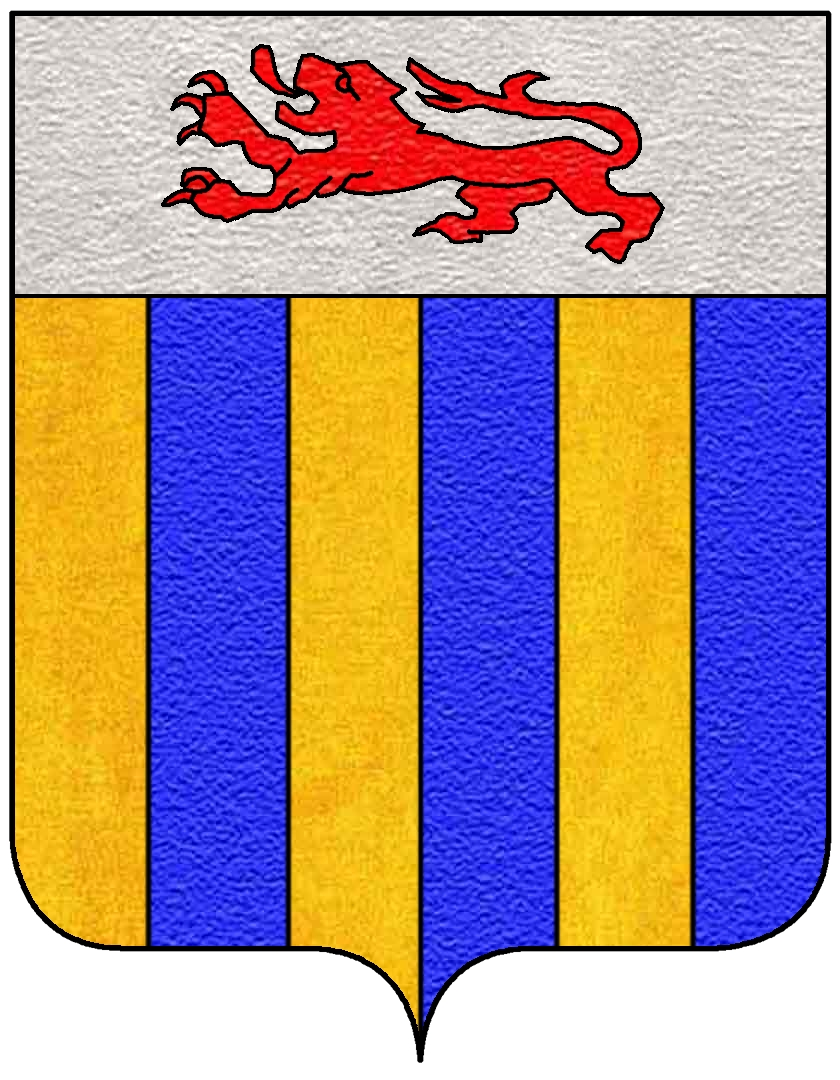
Stemma Cellesi

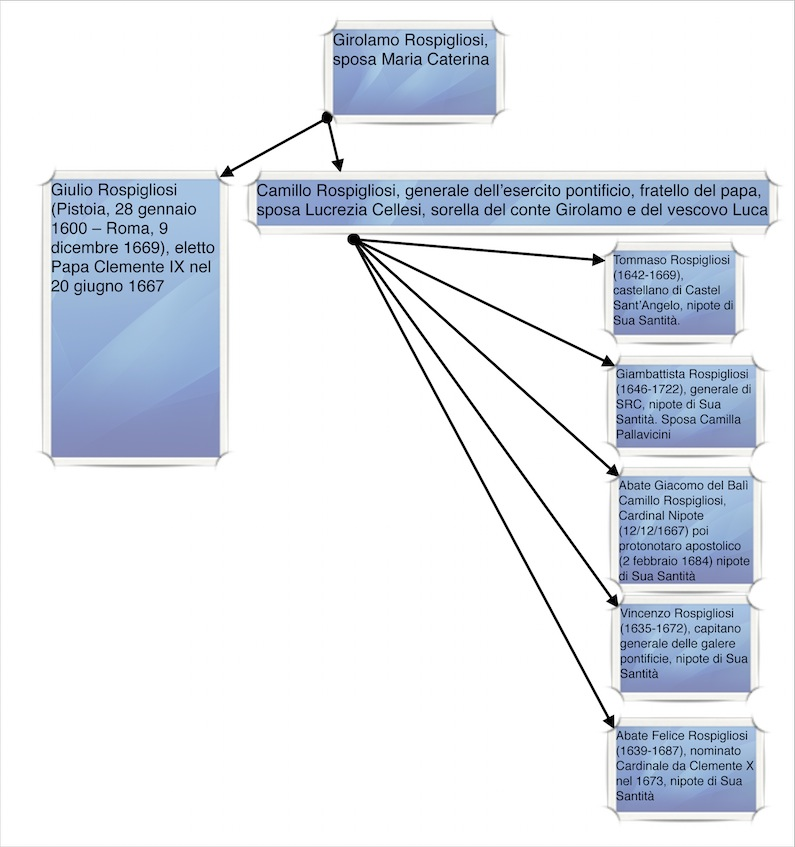
I Rospigliosi e i Cellesi nel 1600

Ludovico Antonio Muratori così scrive: 
All’entrare della porta della città erano tutti gli uomini de’ Cellesi, che quivi erano raunati, per dargli l’ingresso all’antiporto, il quale avevano ornato con panni d’arazzo, imprese e festoni, e l’accompagnarono per tutta Pistoia. Entrato dentro, i Collegj, che l’aspettavano in San Pierino, se li fecero innanzi. E fatta dal Capo di loro certa diceria, n’andò seguito da questi e da molta gente a San Pier Maggiore, ove disceso da cavallo, montovvi sopra uno de’ Cellesi, e teneva uno sprone in mano. E così stette aspettando, finché il Vescovo le sue cerimonie finisse. Egli dunque entrato in detta chiesa, ornata quant’era possibile, fece orazione. Poi s’accostò, dove era rotto il muro dalla banda del Monastero; et essendovi un letto di gran valuta, egli sposò Madonna, o vogliamo dire Badessa, alla quale restò l’anello, ch’era molto ricco e bello. Et andato alla Cattedrale, e fatte quivi molte cerimonie, i Bonvassalli diedero a lui la tenuta del Vescovado.»
Alcuni membri della famiglia ricoprirono alte cariche pubbliche a Pistoia e dettero alla chiesa alcuni vescovi fra i quali Luca Cellesi, che fu vescovo di Martirano dal 1627 al 1661 e Tommaso Cellesi che fu vescovo di Ragusa dal 1628 al 1633. Una Cellesi, Lucrezia, sposò Camillo Rospigliosi, fratello di Clemente IX, fu madre del Principe Giovanni Battista Rospigliosi Pallavicini, di donna Caterina Banchieri Rospigliosi e di due cardinali, Giacomo e Felice Rospigliosi. Erede della famiglia Amati, ne ha assunto il cognome, denominandosi Amati Cellesi.
Proprietaria della villa la Magia, del palazzo Cellesi e di castel Cellesi nel centro di Pistoia.